# День Бородина
«День Бородина» — международный военно-исторический фестиваль, посвящённый Бородинскому сражению. Проводится ежегодно в первое воскресенье сентября, представляет собой реконструкцию эпизодов генерального сражения Отечественной войны 1812 года.

## История
Впервые годовщина Бородинской битвы на месте её проведения отмечалась в 1839 году. Тогда указом императора Николая I были проведены манёвры воинских частей, сражавшихся в битве, всего в них приняло участие более 120 тысяч солдат. Была восстановлена часть укреплений, расчищены окопы.
Тогда же был установлен главный монумент на батарее Раевского, у его подножия был перезахоронен прах Петра Багратиона. В специально построенной сторожке поселили двух солдат-ветеранов Отечественной войны, ставших первыми хранителями и смотрителями Бородинского поля.
Масштабно отмечалась годовщина битвы в 1912 году. В торжествах принял участие император Николай II с семьёй. Сохранились кадры кинохроники, где он обходит строй полков, принимавших участие в сражении. Торжества возобновились в 1970-е годы. С 1982 года военно-исторический фестиваль «День Бородина» ежегодно проводится в первое воскресенье сентября. Особыми торжествами были отмечены 1982 и 1987 годы. В 1989 году была проведена первая в современности реконструкция сражения. По оценкам организаторов, в ней тогда приняли участие 200—250 человек. В 1995 году мероприятие обрело статус Всероссийского военно-исторического фестиваля, а день годовщины Бородинской битвы стал Днем воинской славы России.
В фестивале 2012 года, в двухсотую годовщину битвы, принял участие президент России Владимир Путин. Также в мероприятии участвовали бывший президент Франции Валери Жискар д’Эстен, политики, чиновники, дипломаты разных стран, потомки военачальников, принимавших участие в битве. В юбилейном фестивале приняло участие несколько тысяч реконструкторов из более чем 120 военно-исторических клубов, в том числе из Европы, Канады и США.
В 2020 году, впервые за много лет, из-за пандемии коронавирусной инфекции фестиваль не состоялся.

## Программа

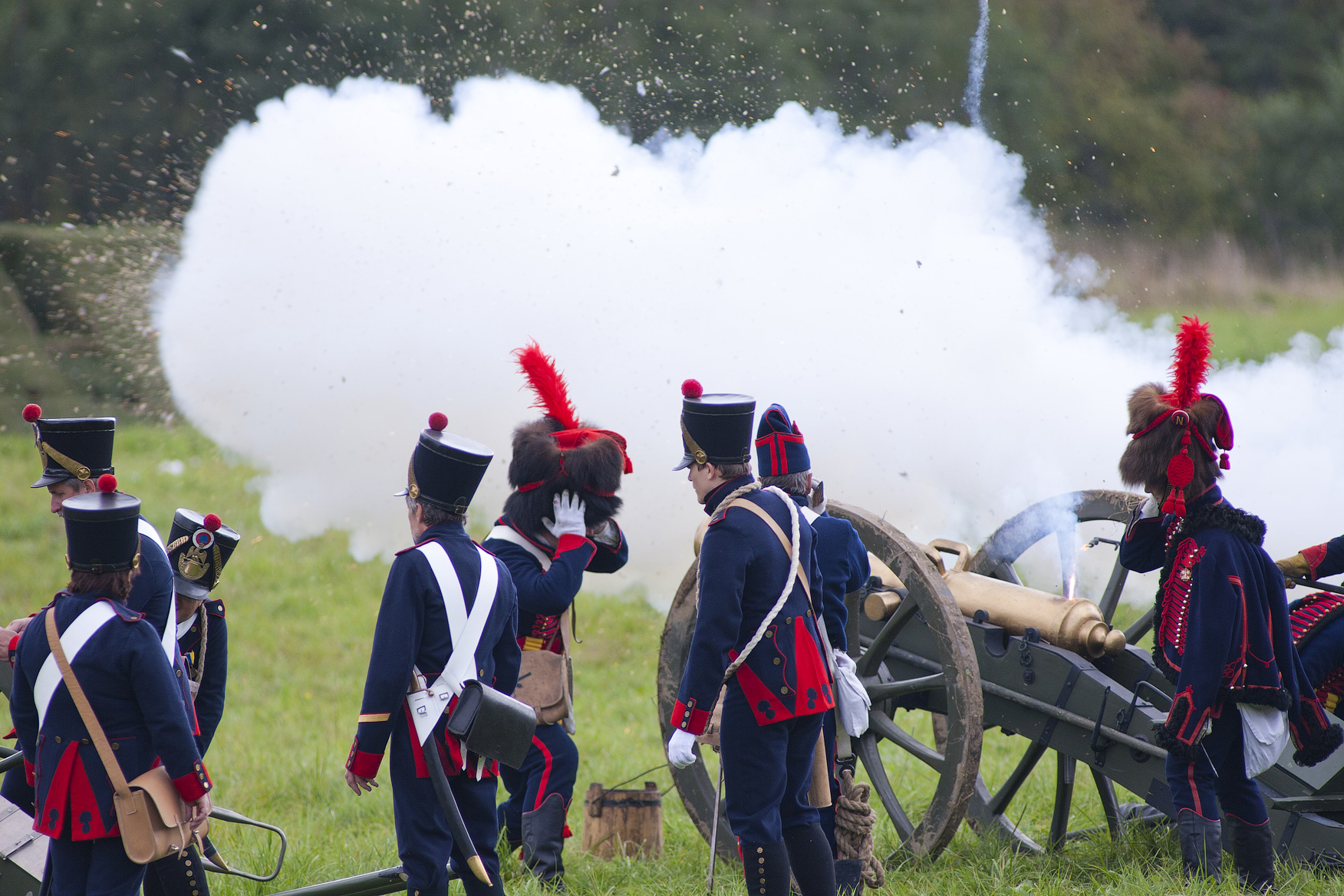
Фестиваль 2011 года

Мероприятие организуется министерством культуры Российской Федерации, Государственным Бородинским военно-историческим музеем-заповедником при поддержке Российского военно-исторического общества и Международной военно-исторической ассоциации.
Традиционно в мероприятии принимают участие несколько сотен реконструкторов, как из России, так и иных стран: Белоруссии, Литвы, Латвии, Украины, Казахстана. Приезжают гости из Франции, Бельгии, Германии, Великобритании, Чехии. Роль Наполеона несколько лет исполнял американец Марк Шнайдер.
Участники воссоздают один или несколько эпизодов Бородинского сражения, стараясь до мельчайших деталей воссоздать обмундирование, вооружение, лошадиную упряжь, и представить все действовавшие в сражении рода войск: гусаров, кирасиров, уланов, артиллеристов, драгунов, пехоту.
Перед представлением традиционно проводятся различные мемориальные церемонии, посвящённые памяти участников Бородинской битвы, обычно у памятника солдатам Великой армии близ деревни Шевардино и монумента русским воинам возле деревни Бородино.

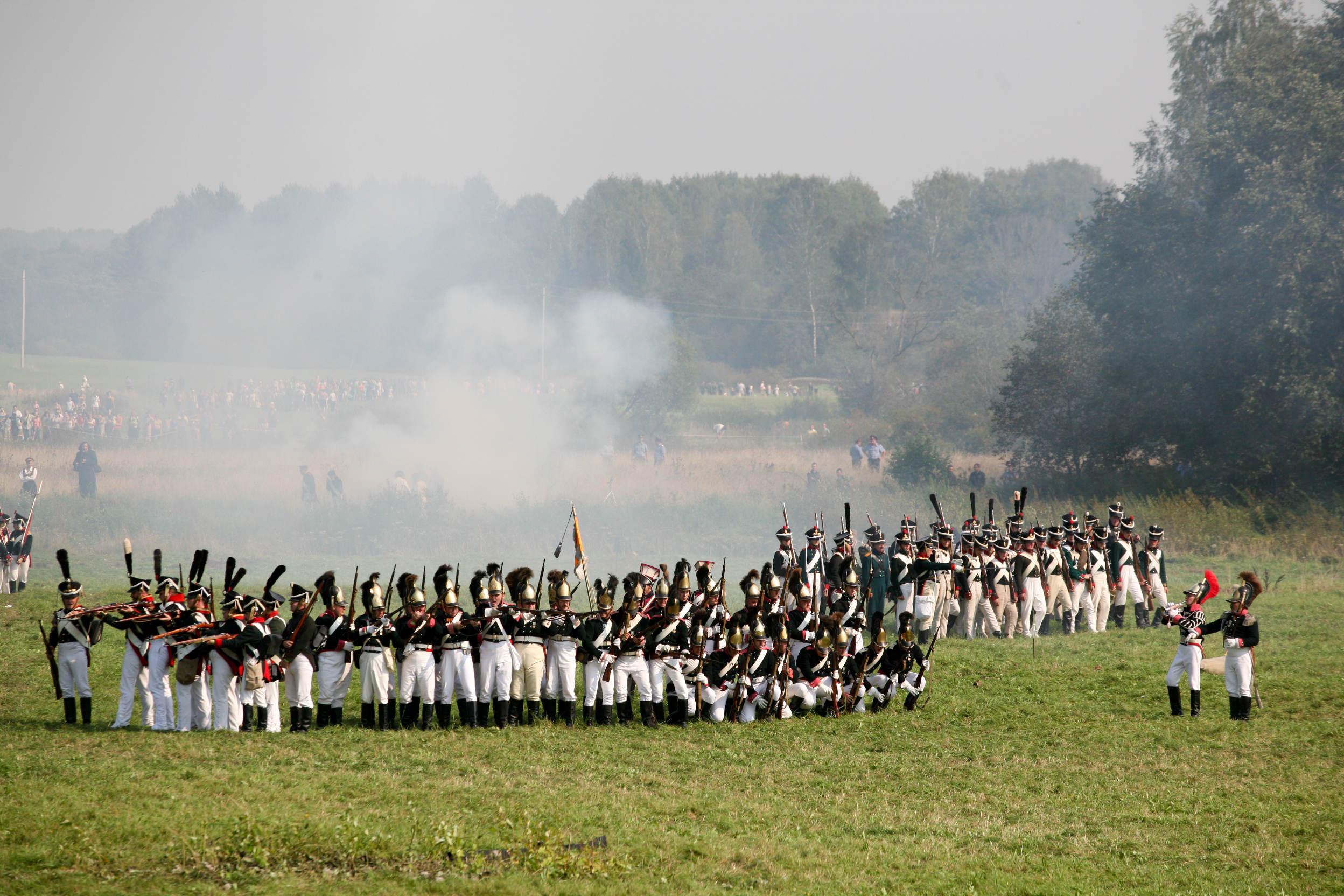
Фестиваль 2008 года

За реконструкцией наблюдает до 150 тысяч зрителей. Посмотреть реконструкцию возможно как бесплатно, большая часть природного амфитеатра разделена на сектора и отведена для зрителей, так и с платных мест на трибунах. Перед представлением многие посещают музей и памятники, расположенные в окрестностях. Также для зрителей действуют интерактивные площадки: «Лагерь русской армии», «Бивак французской армии», на которых можно ознакомиться с бытом русской и французской армий, а также «Историческое фехтование», «Русский народный костюм», «Полевая кузня», «Мастерская шорника», «Сапожная лавка», «Цирюльня», «Полевая хирургия», «Свечной заводик» и другие.